# 蒲原鉄道

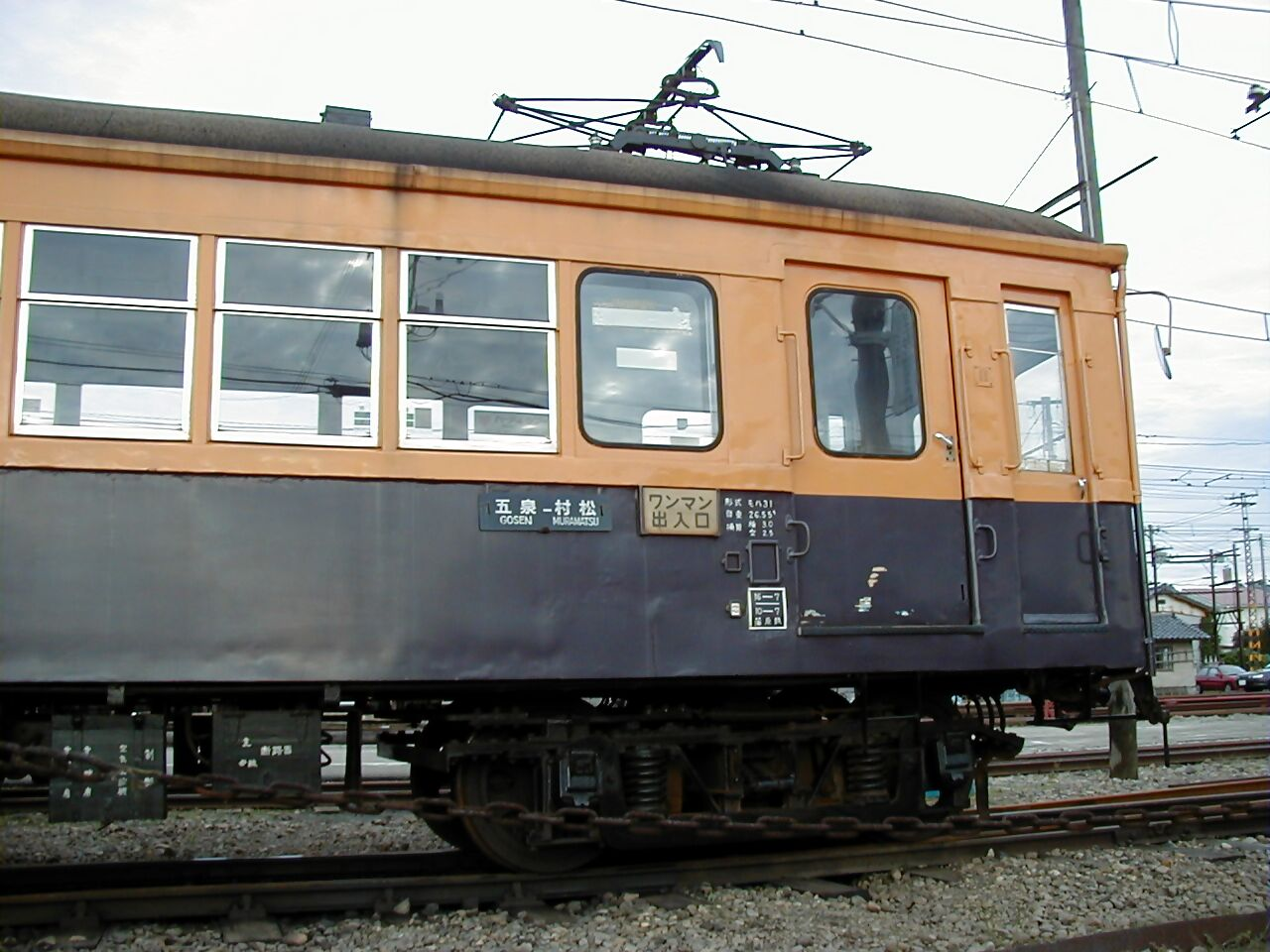
蒲原鉄道の鉄道車両（1999年9月撮影）

蒲原鉄道株式会社（かんばらてつどう、英: Kanbara Tetsudo Co., Ltd.）は、新潟県五泉市に本社を置くバス事業者。1999年までは鉄道事業者として蒲原鉄道線を運行していたが全線廃止され、バス専業事業者となった。略称は「蒲鉄（かんてつ）」。
本項では、かつて蒲原鉄道が運行していた一般路線バスを引き継ぎ廃止代替バスを運行していた、子会社の蒲鉄小型バス株式会社（かんてつこがたバス）についても記述する。

## 概要
本社は新潟県五泉市村松甲1364（村松駅前バスターミナル内）に所在する五泉市のコミュニティバスの運行業務を一部受託している。そのほか、貸切バス事業、旅行業も行っている。

一般路線バスも運行していたが、2010年9月30日をもって全路線を廃止し、沿線自治体が運行する廃止代替バスへ転換された。高速バスを1路線運行していたが、2024年3月31日を持って撤退となった。

初代社章
2代目社章

## 沿革
- 1922年（大正11年）9月22日 - 設立。
- 1923年（大正12年）10月20日 - 鉄道線・村松 - 五泉間開業。
- 1930年（昭和5年）
  - 7月20日 - 鉄道線・東加茂 - 村松間開業。
  - 10月20日 - 鉄道線・加茂 - 東加茂間が開業し、鉄道線が全線開通。
- 1951年（昭和26年）5月9日 - 乗合バスの運行を開始。
- 1953年（昭和28年）3月18日 - 貸切バス事業を開始。
- 1972年（昭和47年）1月8日 - 旅行業の取扱いを開始。
- 1980年（昭和55年）11月6日 - 現社屋・村松駅新駅舎が竣工。旧駅舎は北蒲原郡安田町（現：阿賀野市）へ移築、現：安田民俗資料館[1]本館。
- 1985年（昭和60年）4月1日 - 鉄道線・加茂 - 村松間が廃止、路線バスへ転換。
- 1994年（平成6年）7月29日 - 高速バス・新潟線を開設（新潟駅前 - 村松駅前間、新潟交通との共同運行）[2]。
- 1999年（平成11年）10月4日 - 鉄道線・村松 - 五泉間が廃止され全線廃止、廃止代替として並行する路線バス「五泉線」を増発して対応。
- 2000年（平成12年） - モハ1を加茂市に譲渡。蒲原鉄道の冬鳥越駅跡地の「冬鳥越スキーガーデン」で保存[3]。
- 2002年（平成14年）11月1日 - 蒲原鉄道の一般路線バスを全路線廃止。子会社の蒲鉄小型バス株式会社が、五泉市・加茂市からの委託を受け廃止代替バスとして運行開始（その後、五泉・加茂両市内の一部路線はコミュニティバス等に転換。詳細は後述）。
- 2010年（平成22年）10月1日 - 蒲鉄小型バスの自治体共同運行バス（2006年秋までの廃止代替バスに該当する制度）を全路線廃止、五泉市のコミュニティバス「ふれあいバス」とデマンド乗合タクシー「さくら号」へ転換し、ふれあいバスの運行業務の一部を受託開始（詳細は五泉市ふれあいバス#沿革を参照）。
- 2014年（平成26年）10月1日 - 高速バス・新潟線から新潟交通観光バス（新潟交通から移管）が撤退、蒲原鉄道の単独運行となる。
- 2022年（令和4年）
  - 4月1日 -新潟県内のバス事業者6社（蒲原鉄道、頸城自動車、新潟交通、越後交通、新潟交通観光バス、アイ・ケーアライアンス）は、県内の高速バス9路線を統一ブランド「ときライナー」として運行開始。同一のウェブサイトでバスロケーションシステムが利用できるようになり、またバス車内でのフリーWi-Fiが利用可能となる[4]。
  - 4月1日 - 五泉市村松郷土資料館で「蒲原鉄道創立100周年特別展」を6月12日まで開催 [5][6]。
  - 6月15日 - 城跡公園に保存されている「モハ11」修繕のクラウドファンディングを9月10日まで実施[5] 。
  - 9月29日 - 創立100周年を迎える。
- 2024年（令和6年）
  - 4月1日 - ときライナー五泉村松線を泉観光バスに移管し、高速バス事業から撤退[7]。

## バス事業

### 高速バス

ときライナー路線図。蒲原鉄道が運行するの紫色の路線。

ときライナーG 五泉村松線を運行していたが、2024年3月31日をもって泉観光バスへ移管し、撤退した。

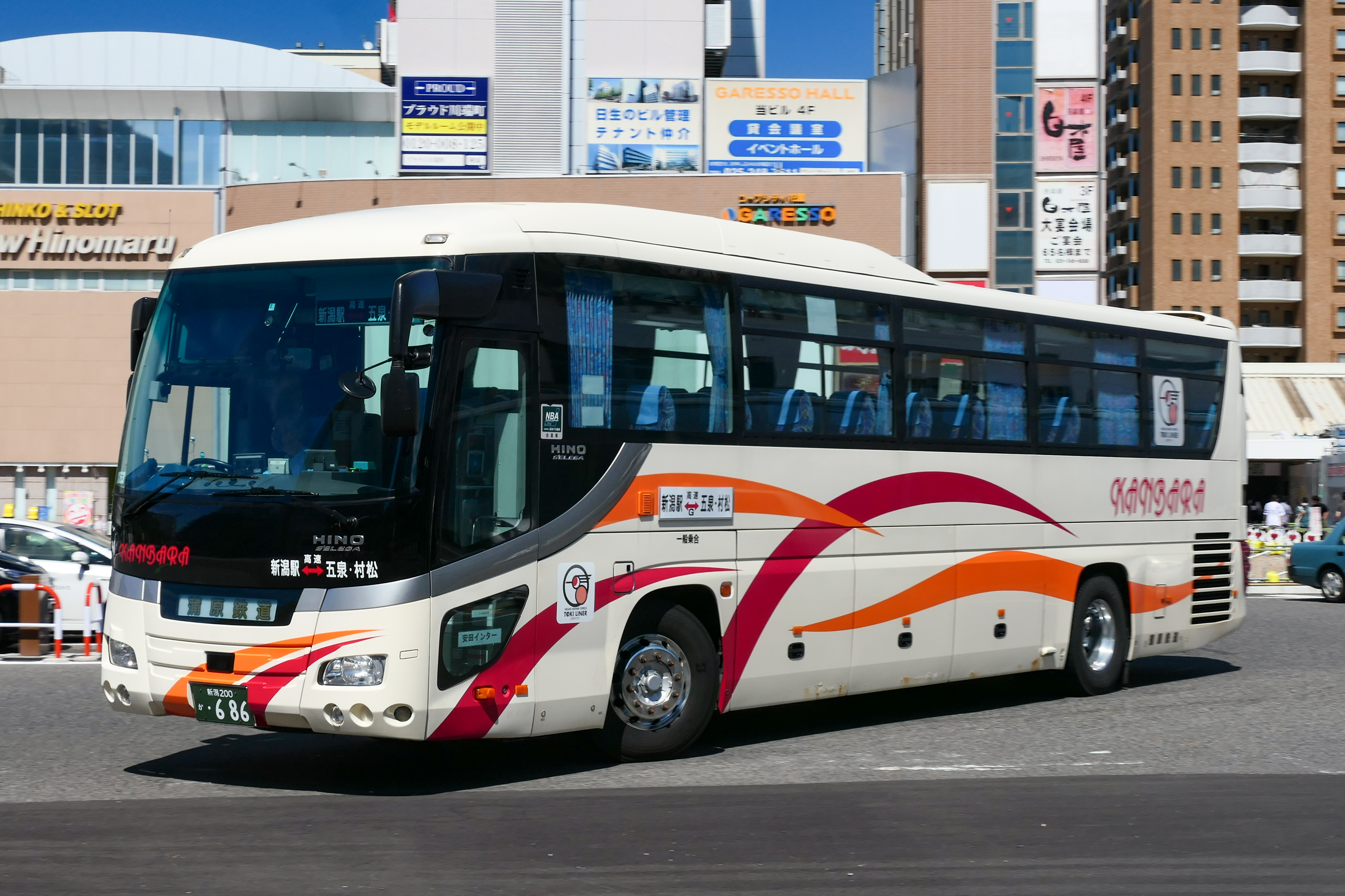
「ときライナー」で使用する蒲原鉄道の高速車 日野・セレガ
貸切車も共通のカラーリングを採用する。

### 路線バス・コミュニティバス

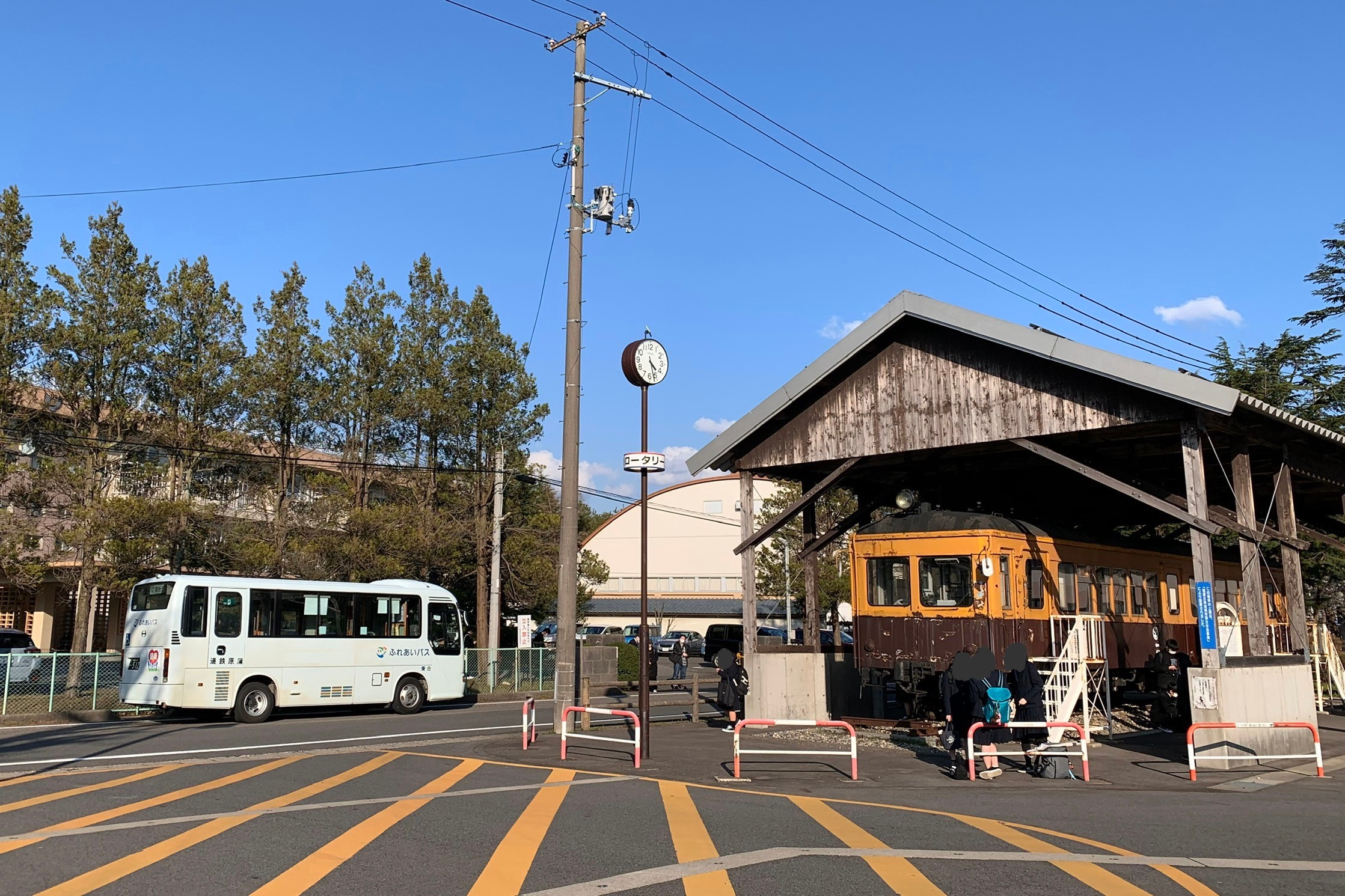
五泉高校前に保存される電車と、代替の五泉市ふれあいバス

#### 現行路線
路線バスは現在、五泉市が基幹バスと位置付けているコミュニティバス「五泉市ふれあいバス」と、加茂市が独自で運行業務を行っているコミュニティバス「加茂市営市民バス」の一部路線で、それぞれ運行業務の一部を受託している。

#### 路線の変遷
蒲原鉄道では1999年10月4日の鉄道線全線廃止に伴って、村松駅前 - 五泉駅前間を運行する路線バス「五泉線」の増発を行い、加えて運行区間を新潟県立五泉高等学校と新潟県立村松高等学校へ延伸して通学者の利便性を確保した。のちに村松駅前と村松地区東部の集落とを連絡する「川内線」と運行系統が統合され「五泉・川内線」に改称した。
しかし路線バス事業自体の収支は芳しくなく、蒲原鉄道と子会社の蒲鉄小型バス（かんてつこがたバス、本社所在地は蒲原鉄道と同所）が運行していた一般路線バスは2002年11月1日付でいったん全廃し、当時の村松町と五泉市、加茂市から運行費用の補助を受ける形で廃止代替バスへ転換して運行を継続した。
だが収支は悪化の一途をたどり、その後、加茂市内の一部区間は2003年8月に加茂市営市民バスに、木越線・刈羽線は2008年10月1日から五泉市コミュニティバス（運行業務は泉観光バスが受託）にそれぞれ転換され、減便もしくは廃止された。さらに2009年9月まで運行していた加茂線と戸倉線も同年10月1日から前述2市のバスに転換され、加茂線は村松 - 高松間に区間を短縮して加茂市中心部への乗り入れを取り止めた。結局蒲原鉄道は自力での一般路線バスの運行継続を断念し、最後まで運行していた五泉・川内線、高松線の2路線も2010年9月30日を以って全線廃止となり、蒲鉄グループの一般路線バスは全廃された。
翌10月1日からは五泉市が策定した「地域公共交通総合連携計画」に基づき、新潟交通観光バスなど他の五泉市内の路線バスも含めて、基幹バス「五泉市ふれあいバス」および予約制デマンド乗合タクシー「さくら号」に再編された（詳細は五泉市ふれあいバス#沿革を参照）。上述の通り、2024年3月31日をもって高速バスからも撤退し、蒲鉄グループが事業主体として運行している路線バスはすべて運行を終了した。それ以降も引き続き泉観光バスと共にふれあいバスの運行業務の一部を受託している。
- 2007年11月時点での路線図（蒲鉄小型バス） - WayBack Machineによるアーカイブ

#### 主な廃止路線
- 加茂線（2009年9月廃止）
  - 南部郷総合病院 - 村松駅BT - 中野橋 - 大蒲原小学校前 - 牧（上大蒲原）- 金割鉱泉 - 高松 - 土倉 - 冬鳥越 - 大橋橋際 - 元狭口 - 加茂駅前
- 戸倉線（2009年9月廃止）
  - 南部郷総合病院 - 村松駅BT - 別所 - 慈光寺 - 香ケ見（戸倉） - 大谷 - 出戸 - 大橋橋際 - 元狭口 - 加茂駅前
- 木越線（2008年9月廃止）
  - 南部郷総合病院 - 村松駅BT - 愛宕原 - 木越 - 吉沢二丁目 - 五泉駅前
- 刈羽線（2008年9月廃止）
  - 南部郷総合病院 - 村松駅BT - 中野橋 - 刈羽 - 中名沢 - 笹野町 - 諏訪の木 - 村松駅BT
- 五泉・川内線（2010年9月廃止）
  - 高石・田川内 - 小面谷 - 川内 - 愛宕原 - 村松高校前 - 村松駅BT - 南部郷総合病院入口 - 今泉 - 五泉駅前 - 五泉高校前
- 高松線（2010年9月廃止）
  - 南部郷総合病院 - 村松駅BT - 中野橋 - 大蒲原小学校前 - 牧（上大蒲原）- 高松 - 金割鉱泉 - 高松入口

加茂線廃止後の路線。大蒲原小学校 - 高松入口間は牧先回り、上大蒲原先回りの2経路があり、全便が高松入口から村松市街地方面へ折り返し。
- ときライナーG 五泉村松線（2024年4月廃止）

### 貸切バス
貸切バスは、大型車11両、中型車2両、小型車1両が在籍している。

### バス車両の変遷

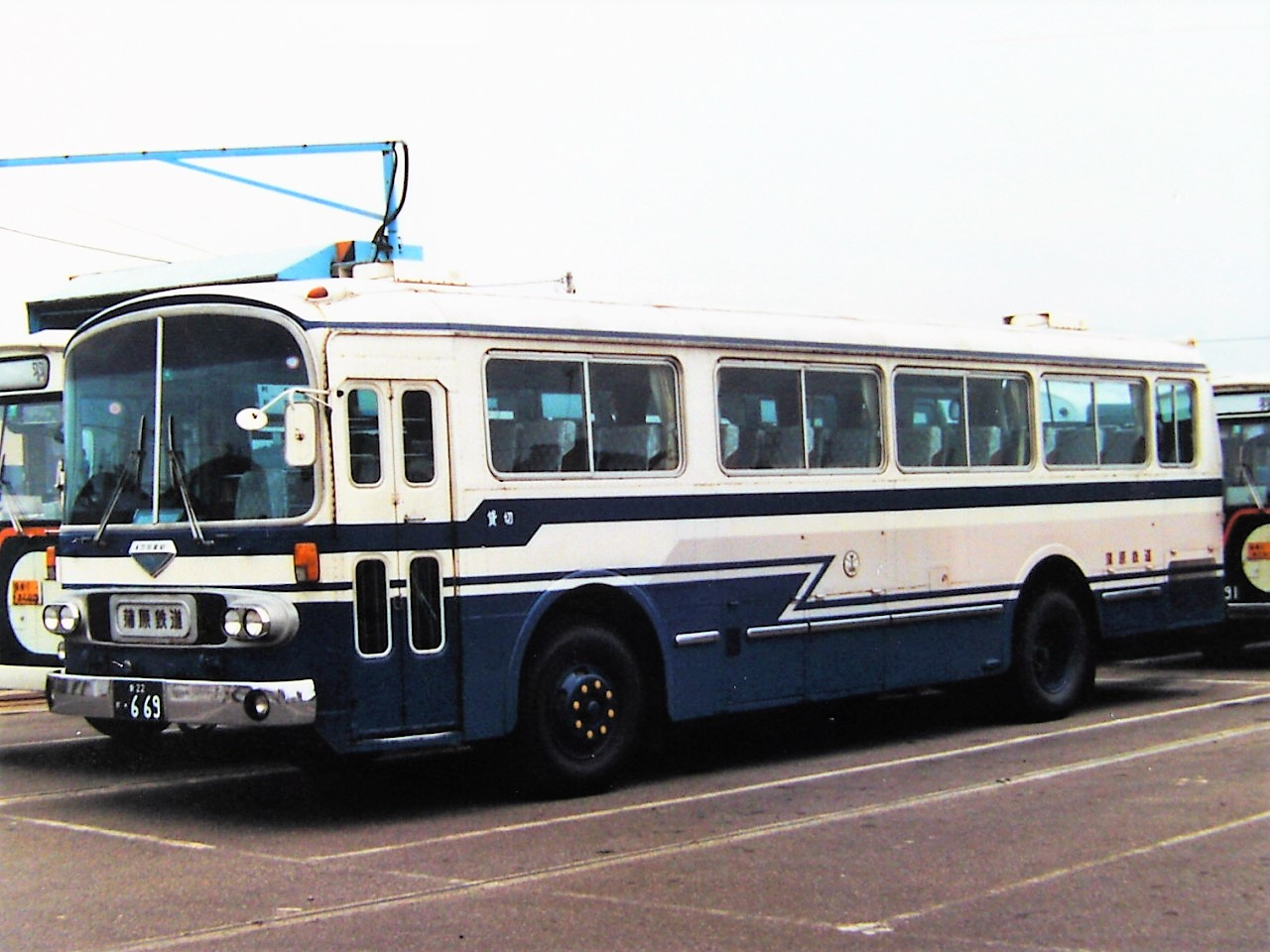
蒲原鉄道時代の貸切車 いすゞ・BU10 北村製作所車体架装
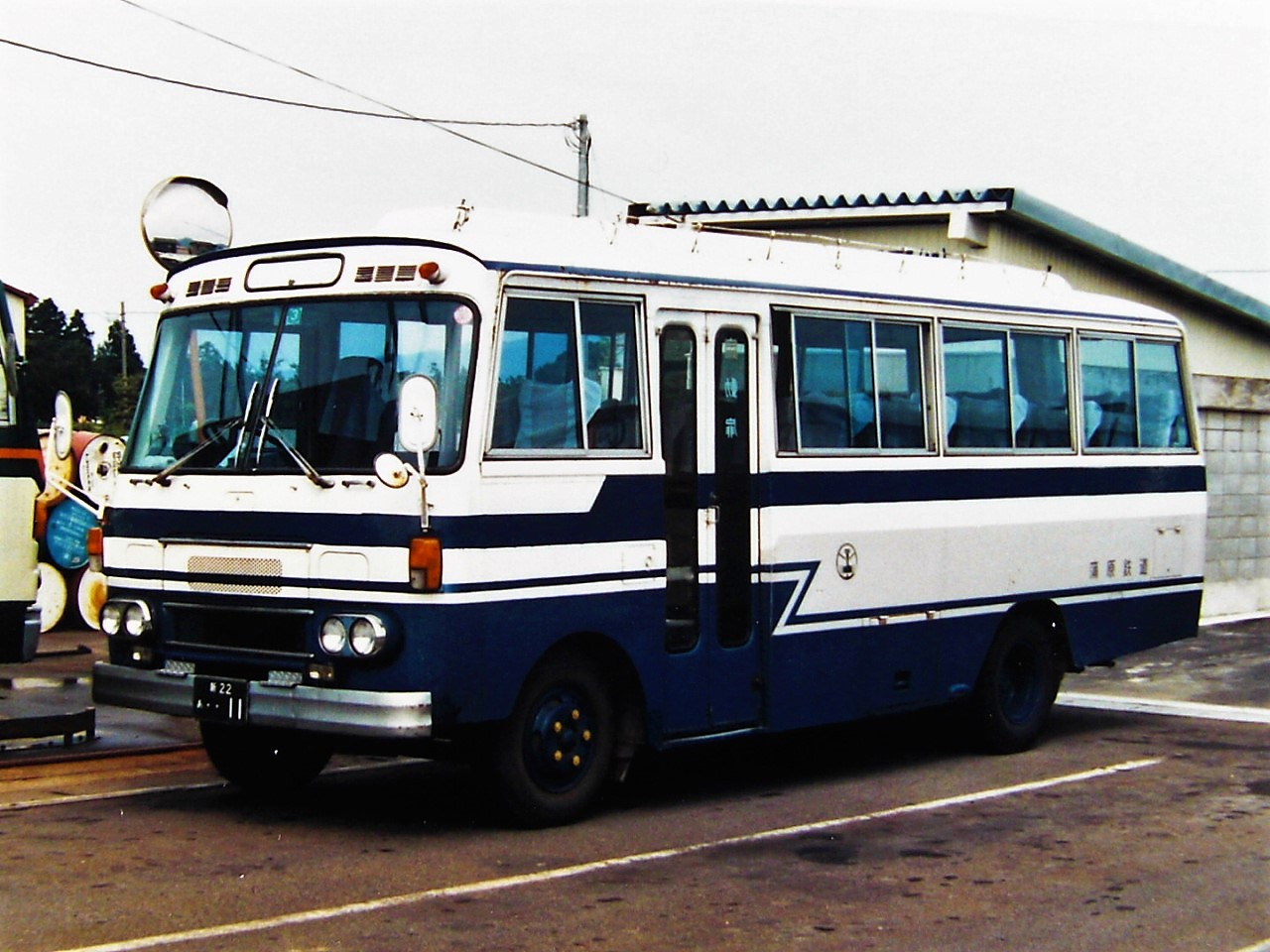
蒲原鉄道時代の小型車 いすゞ・BY31 北村製作所車体架装
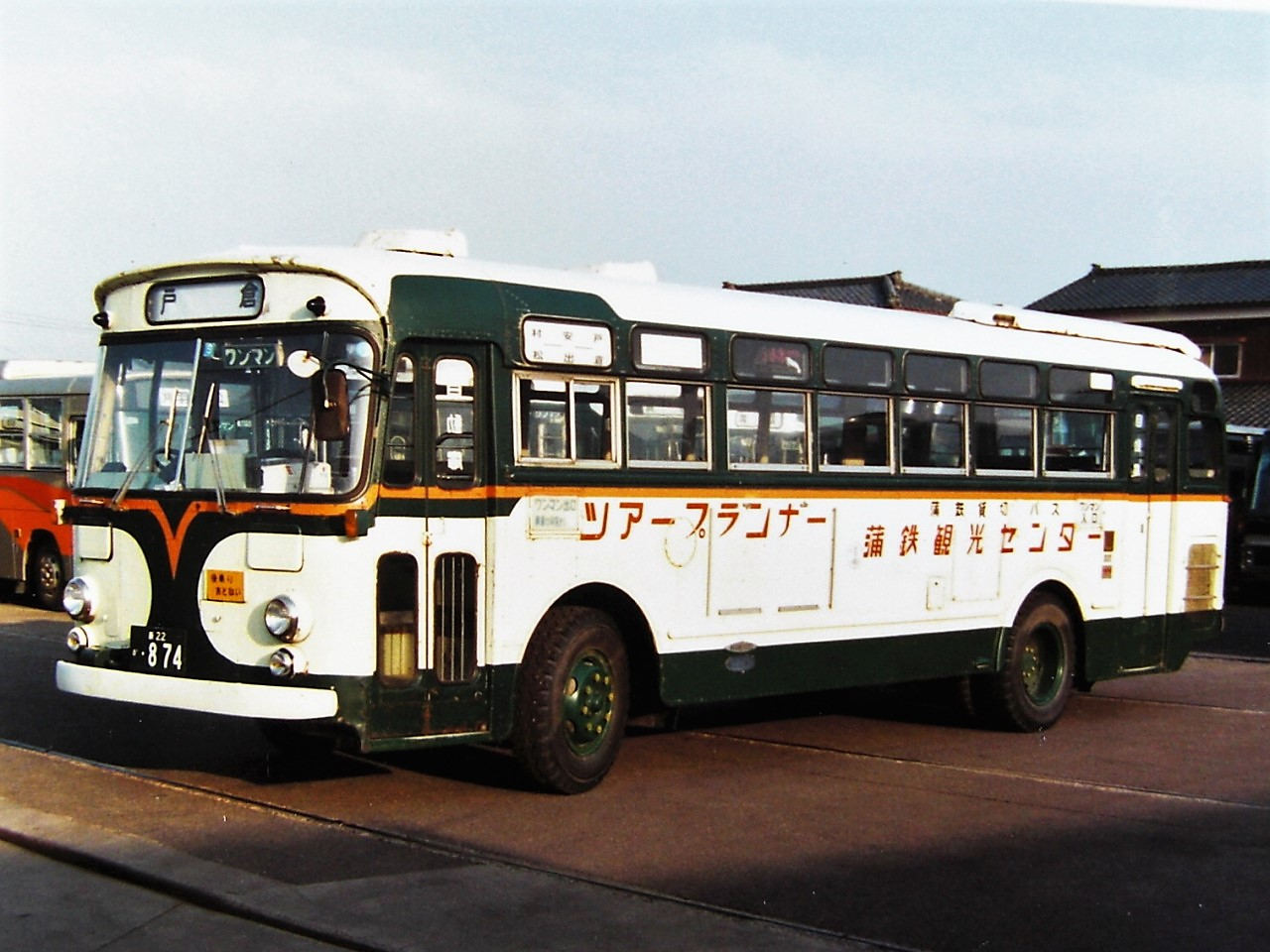
蒲原鉄道時代の一般路線車 日産ディーゼル・4R64、1966年式 「蒲鉄貸切バス ツアープランナー 蒲鉄観光センター」の広告を車体に書いている。
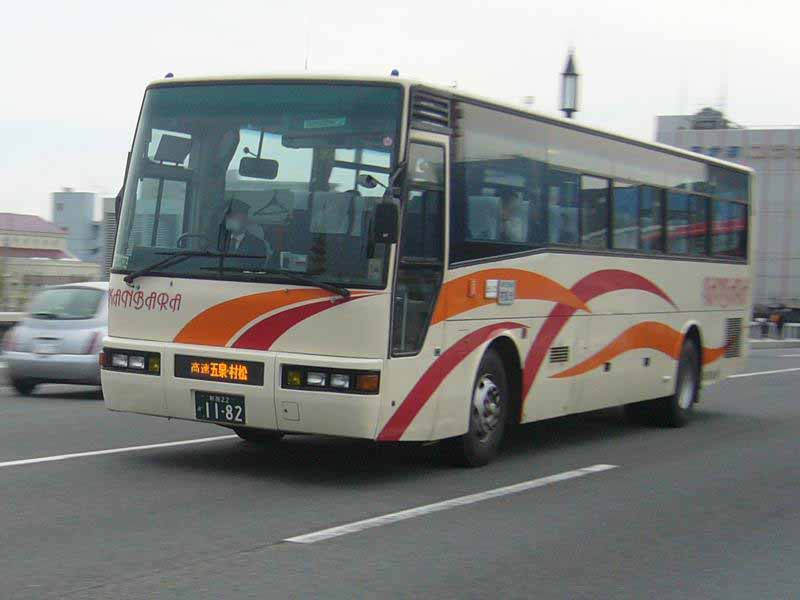
蒲原鉄道の高速車 いすゞ・スーパークルーザー 村松 - 新潟線（万代橋にて）
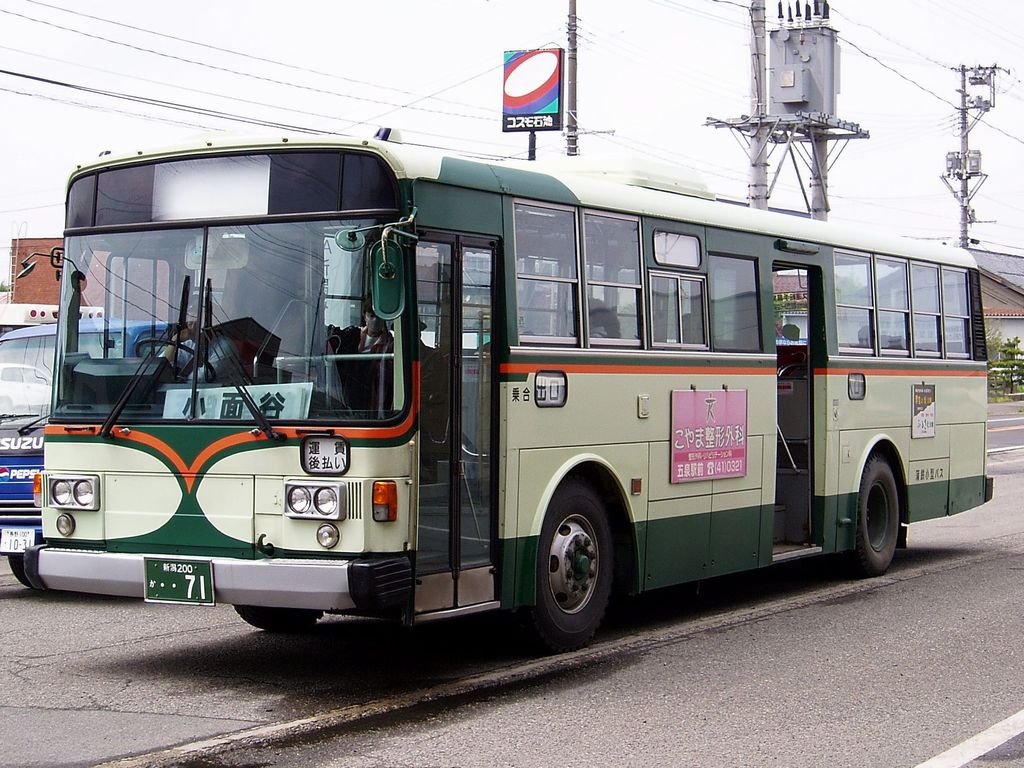
蒲鉄小型バスの一般路線車 日産ディーゼル・P-U32L 車両の行先表示は過去には方向幕を使用していたが、のちにフロントに白色のアクリル板を掲出する方式となった。
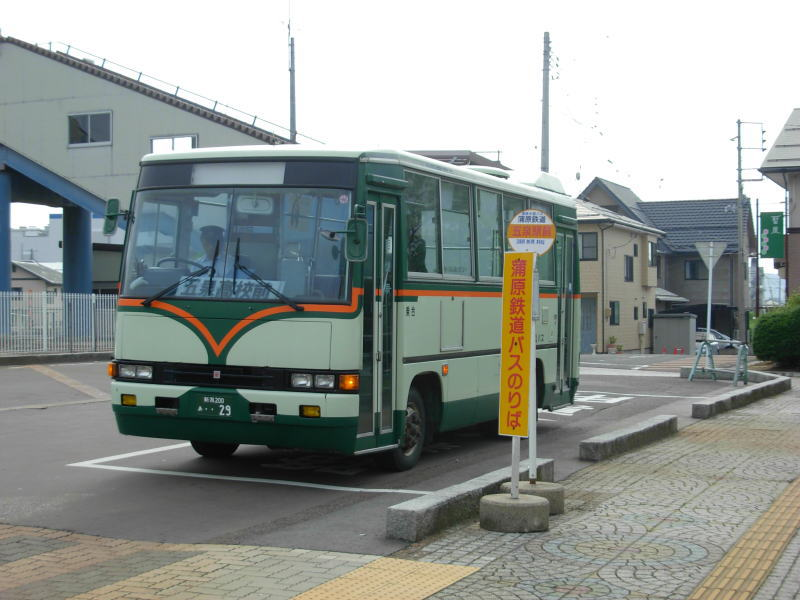
蒲鉄小型バスの一般路線車 いすゞ・ジャーニーQ 五泉駅前バス停で発車を待つ小型車。社名は「蒲鉄小型バス」だったが、在籍車両は大型から小型まで幅広く、その多くが他社からの移籍車であった。
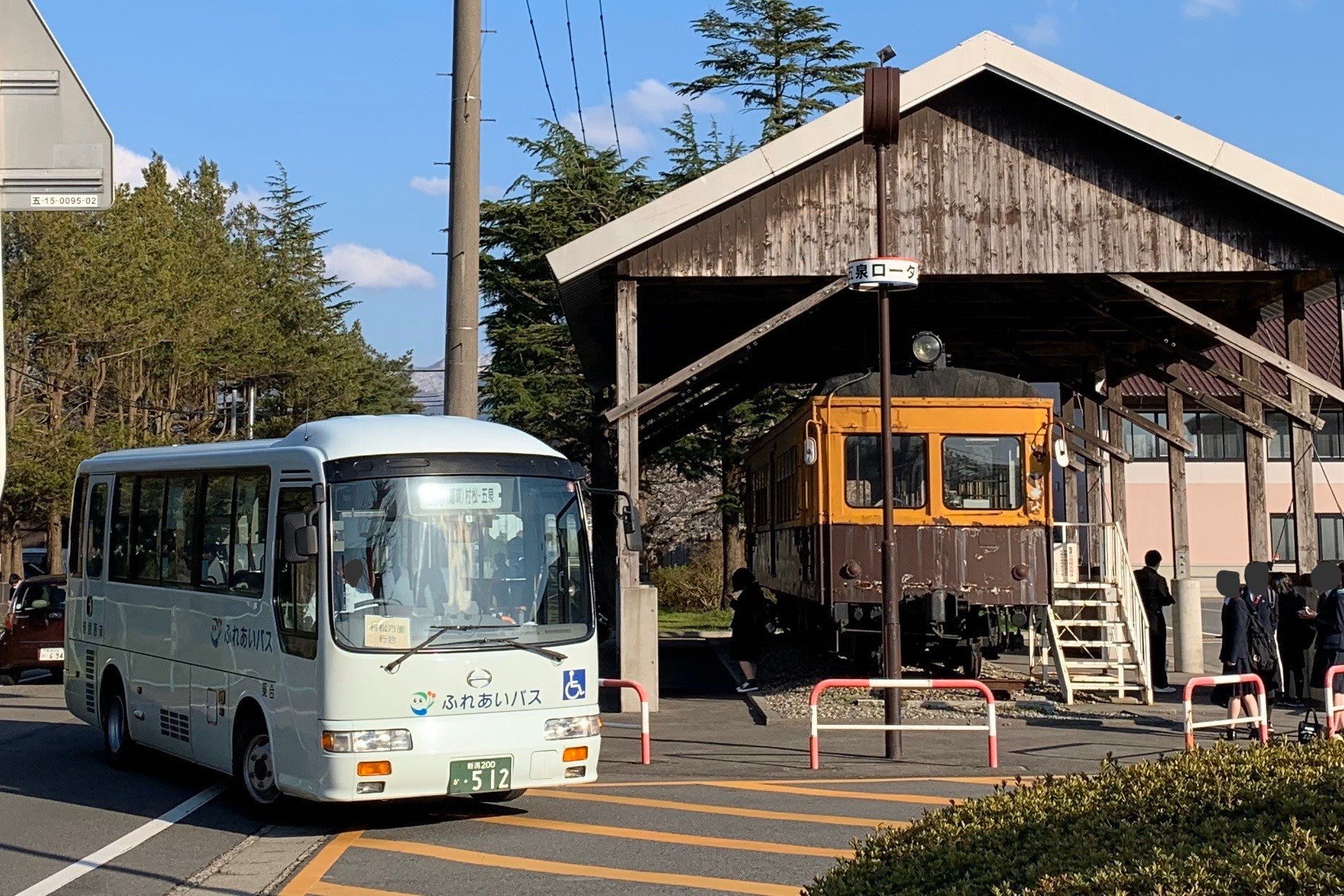
五泉市ふれあいバスの車両 日野・リエッセ 蒲原鉄道が運行を受託し車両を保有する。

## 旅行業
蒲原鉄道が直営する旅行代理店「蒲鉄トラベル」は本社屋・村松駅1階に村松店（本店）を出店していた。店舗ブランド名は「KANTETSU Well（かんてつウェル）」。2024年1月31日をもって営業休止（事実上の閉店）となった。
蒲鉄トラベルは、事業開始当初は子会社として設立され、一時は新潟市北区の豊栄店、新潟市中央区の新潟店、加茂駅前に加茂店、新潟市南区に白根店なども出店していたが、いずれも店舗統合により閉店し、蒲原鉄道本社に事業を統合して法人も解散した。

## その他の事業
蒲原鉄道は損害保険の代理業（取扱会社：損害保険ジャパン日本興亜）を行っているほか、村松駅敷地内（旧鉄道線の車庫・車両工場跡）に開店したコンビニエンスストア「ローソン村松駅前通店」の運営も行っている。2025年現在はコンビニ運営から撤退、譲渡している。

## グループ企業
- 蒲鉄タクシー - タクシー・ハイヤー事業 - 廃業。
- 蒲鉄小型バス株式会社（法人番号5110001011831） - 2010年10月1日付で全路線を廃止、法人としては現存。

### 過去の関連会社
かつては、加茂市長谷（七谷地区）の旧沿線にある冬鳥越スキー場を運営する「冬鳥越リフト」という子会社があったが、少雪や利用客の減少、リフトなど設備の老朽化等により1999年に廃業。その後リフトを撤去し、翌2000年末よりスキー場は加茂市へ移管した。